# Strigapoderus tranquebaricus
Strigapoderus tranquebaricus is een keversoort uit de familie bladrolkevers (Attelabidae). De wetenschappelijke naam van de soort werd in 1798 gepubliceerd door Johann Christian Fabricius.